# Lanloup
Lanloup (tiếng Breton: Sant-Loup) là một xã của tỉnh Côtes-d’Armor, thuộc vùng Bretagne, tây bắc Pháp.

## Dân số
Người dân ở Lanloup được gọi là Lanloupais.